# 笹生川ダム
笹生川ダム（さそうがわダム）は、福井県大野市、一級河川・九頭竜川水系真名川最上流部に建設されたダムである。
福井県が管理する県営ダムで、高さ76メートル (m) の重力式コンクリートダム。真名川の洪水調節と流水の正常な機能の維持、福井市への上水道補給および北陸電力による水力発電を目的とした真名川総合開発事業の中心事業として、国庫の補助を受けて建設された福井県では最初の補助多目的ダムである。日本初の三次元的応力解析法による設計を用いたダムである。1965年（昭和40年）9月に発生した奥越豪雨によりダム本体が重大な危機に瀕したことを受け、トンネル式洪水吐（こうずいはき）を追加で建設するダム再開発事業を1977年（昭和52年）に実施した。2020年（令和2年）に土木学会より土木学会選奨土木遺産に認定されている。ダムによって形成された人造湖は笹生川ダム湖と呼ばれている。

## 地理
真名川は福井県最大の河川・九頭竜川の主要な支流の一つである。能郷白山を擁する越美山地を水源として西へ流れ、ダム地点を通過すると流路を北西へ変える。麻那姫湖青少年旅行村付近で西から流れ来る雲川を合わせ、真名川ダム・真名峡を通過して大野盆地を北へ貫流。勝山市下新井付近で九頭竜川に合流して日本海に注ぐ流路延長34.5キロメートル (km)、流域面積356.9平方キロメートル (km2) の河川である。真名川の河川名の由来は、大野盆地を流れ下荒井で九頭竜川に合流する三本の河川で、真ん中に位置することから「真中川」と呼ばれたのが由来とされている。
ダム名の由来となった「笹生川」であるが、かつては雲川合流点より上流の真名川を笹生川と呼んでいたため、ダム名も笹生川ダムとなった。しかし1964年（昭和39年）に河川法が改定され（新河川法）、水系を一貫して管理するという概念が法改正の根幹に据えられたことから河川名の統一が必要となり、1966年（昭和41年）3月九頭竜川水系が一級河川に指定されたのと同時期に、官報告示にて笹生川は真名川に名称が変更された。こうしたケースは他にも岐阜県を流れる木曽川水系飛騨川で、馬瀬川合流点より上流を「益田川」と呼んでいたものが、源流より木曽川合流点まで全域を飛騨川という名称に統一したなどの例がある。

## 経緯
太平洋戦争の敗戦後、戦時中における治山・治水の整備不良により日本各地では台風や梅雨前線による集中豪雨によって大きな被害を受けていたが、福井県もその例外ではなかった。1947年（昭和22年）6月に発生した福井地震は福井市を中心に甚大な被害をもたらしたが、この地震により九頭竜川やその支流の河川に建設された堤防が陥没や崩壊を起こすなど河川施設への影響も甚大であった。その復旧がままならない中で翌7月に梅雨前線による集中豪雨が流域を襲い、九頭竜川本流や支流の堤防が相次いで決壊して福井市などが浸水。震災で疲弊した市民に追い打ちをかけた。このため対策として従来の堤防整備に加えて、ダムによる洪水調節を上流で行うことで九頭竜川の治水を強化しようとした。
一方、深刻な食糧不足を解決するため灌漑事業の整備も急務となっていた。九頭竜川流域は沿岸に約1万ヘクタール (ha) におよぶ水田が広がっていたが、その内の87パーセントは旧来の泥田にイネを植えて耕作を行う湿田単作地帯であった。農家の労力が多大な割に収穫量が少ない湿田からの切替を図るため、湿田から悪水を排水して乾燥させる乾田化を行い、コメの収穫量を増やすかんがい排水事業・土地改良事業が農林省（農林水産省の前身）主導で進められており、九頭竜川沿岸農地の乾田化は当時の福井県知事・小幡治和の選挙公約でもあった。ただ乾田化した際にはイネが枯死しないように用水を水田に供給しなければならないため、その水源として注目されたのがダムであった。
さらに当時の福井県が抱える課題として電力不足があった。当時の福井県における電力需要量は約14万キロワット (kW) と増加傾向にあったが、県内で開発されている発電施設の出力合計は約11万キロワットと不足しており、なおかつその内の4万5700キロワットは関西電力が所有する発電施設であるため福井県へ送電されない。日本発送電の分割・民営化により福井県・石川県・富山県の北陸三県は北陸電力が管轄することになったが、三県の中で福井県が使用する北陸電力の電力使用率は16パーセントと低水準であった。知事の小幡によれば「使えないではなく、使わせてくれない」とのことで福井県は慢性的に電力が不足している状態であり、産業振興や発展が妨げられて県や県産業界は苦渋していた。こうしたこともあり、電力が足りないなら県自身で電力を作る以外に道はないという結論に至り、福井県企業庁による水力発電事業が計画された。
1950年（昭和25年）第3次吉田内閣は国土総合開発法を施行した。1925年（大正15年）に物部長穂が『わが国に於ける河川水量の調節並びに貯水事業について』という論文を発表し、治水・利水の両面でダムを有効活用すべきとした提言は河水統制事業として戦前より進められたが、戦後頻発する水害の防除、食糧不足解消のための灌漑整備、打ち続く電力不足を解消するための電力開発という点を一挙に解決できることから建設省（国土交通省の前身）や地方自治体は各地の河川で多目的ダムの建設を推進していた。これをさらに強力に進めるため国土総合開発法が制定され、治水と利水を総合的に開発する方針が政府によって示され、河水統制事業は河川総合開発事業として国土開発の中心に位置づけられた。
福井県は国土総合開発法の施行を機に県庁内に総合開発調査係を設置。県下最大の河川である九頭竜川水系を対象に治水・砂防・灌漑の観点から総合開発計画を練り、真名川を開発の対象とした。翌1951年（昭和26年）6月建設省に九頭竜川総合開発計画を提出、1952年（昭和27年）1月に正式に調査対象地域として認められた。この九頭竜川総合開発計画の根幹をなすのが真名川総合開発事業であり、建設省の許認可を得て県庁には九頭竜川総合開発本部が、ダム建設予定地となる大野郡西谷村（大野市）には真名川総合開発調査事務所が開設されダム建設のための調査が開始された。さらに12月には通商産業省に対して県営の水力発電事業を行うための許可申請書を提出し、水力発電計画も本格的に推進し始めた。
調査の結果、西谷村中心部の中島地区より上流8キロメートル地点、西谷村本戸地先の真名川に多目的ダムを建設して治水と九頭竜川沿岸で開墾済みの農地に補給される農業用水の取水安定化、いわゆる不特定灌漑を行い、中島地区で真名川に合流する雲川の上流部には砂防を主目的としたダムを建設する。そして両ダムの水を有効利用して中島地区に水力発電所を建設することで新規の電力開発を行うという計画で決定し、1953年（昭和28年）に国庫の補助を受ける補助多目的ダム事業として正式に事業が採択された。これが笹生川ダムであり、真名川総合開発事業の中心として事業は着手された。なお事業採択に関し、当時建設大臣であった佐藤榮作が深く関わっている。

## 補償
笹生川ダムの建設に伴い、西谷村の上秋生地区・下秋生地区・小沢地区・本戸地区の四地区、110戸628名が移転対象となった。このうち上秋生・下秋生・小沢の三地区はダム建設によって直接水没し、本戸地区は水没こそしないもののダムサイトに当たるため生活が成り立たなくなる地域であった。この他に水田13ヘクタール、畑地74ヘクタール、山林162ヘクタールが水没する。住民の生業は林業であり、専業農家は存在しなかった。
笹生川ダムの地質調査や地形測量が現地で進められた後の1952年（昭和27年）2月、ダム建設によって水没する上秋生・下秋生・小沢の三地区住民は区民大会を開催し、今後について協議した。3月に真名川総合開発調査事務所が開所しダム建設に関する調査が開始され4月に小幡福井県知事が現地視察に訪れるが、この時知事と住民の間で意見交換が行われている。その後県は水没地域の住民が集団で移転できる先として大野市（当時は大野郡）にある木ノ本原開拓地を候補地に挙げ、調査の開始を発表した。
6月に入ると移転住民は「笹生川ダム建設による移転対策協議会」を結成して、10月には移転先対策として「大野郡木ノ本原総合開拓協議会」が設置された。12月には移転対策協議会が県に対して6項目、翌1953年（昭和28年）3月には追加で31項目の陳情書を提出し、県との間で折衝に入った。県はダム事業が正式に事業採択されたのを機に5月真名川開発建設事務所を開設したが、事務所内に補償課を設置して以降住民は補償課との間でやり取りを行った。まずは補償に先立つ財産の評価などの調査が住民立ち合いの下で8月より開始されたが、評価を巡る県と住民の意見に隔たりが大きく、しばしば対立が生じ調査は遅々として進まなかった。一方木ノ本原の集団移転先については9月に土地価格が決定し、今後の営農計画について移転住民に説明が行われている。
1954年（昭和29年）2月に第1回真名川総合開発補償委員会が開催され、4月には補償項目と補償単価算出基準が移転住民に提示されると、6月より県と移転住民との間で本格的な補償金額の交渉が始まった。しかし、住民の要求する補償金額と県の提示する補償金額が大きく隔たりを見せ、補償交渉は困難に直面した。膠着状態を打破するために福井県議会議員や地元の首長などが間に入って斡旋、調停を行うなど交渉を重ねた結果、1955年（昭和30年）1月に補償基準が妥結し移転住民と県が調印を行った。この時水没補償の斡旋委員を務めた寺田儀一によれば、朝7時に会場である繊維会館に入った地元住民たちは昼食も夕食も摂らず悲壮な話し合いを続け、午後11時過ぎに最終交渉の無条件委任を住民代表が伝えたと語っている。斡旋委員・住民代表共に涙を流しながらの握手であった。調印式は県庁の知事室で行われ、小幡知事と住民代表が斡旋委員立ち合いで調印を済ませた。総補償額はおよそ4億円（当時の額）であった。
補償交渉の妥結後住民たちは住み慣れた故郷を離れ、各地へ散っていった。内訳は木ノ本原開拓地を含む大野市に65戸、福井市に25戸などとなり、11戸が県外に移転している。公共補償については学校と農業協同組合に対して5月に交渉が妥結。漁業補償については西谷村漁業協同組合との交渉が3月に妥結、九頭竜川下流の三漁業協同組合に対してはダム工事に伴う水質汚濁についての補償交渉が長期化したが、1957年（昭和32年）2月に交渉が妥結して全ての補償交渉は終了した。上秋生・下秋生・小沢・本戸地区はダム建設により集落が消滅し、西谷村閉村への序開きとなった。
なお、この間1953年（昭和28年）8月には笹生川ダムの水没地域に日本共産党の工作員3名が現れ、真名川総合開発事業反対という内容のビラを水没予定地域に配るという行為を行っている。工作員たちは翌9月に入っても活動を続け、『真名川ニュース』というビラを再び水没予定地域に配っている。日本共産党によるダム反対運動への介入工作については、福島県の田子倉ダム（只見川）において日本共産党の工作員に思想的扇動を受けた反対派住民の反対運動が先鋭化し、補償解決を巡り田子倉ダム補償事件が発生している。しかし笹生川ダムに関しては日本共産党の工作員の活動に対し移転住民は何ら反応せず県との補償交渉を続けた。

## 工事
笹生川ダムサイトの地形はほぼ左右対称のV字谷となっていて、両岸の開きが大きい峡谷である。地質調査は東京大学に依頼し、地質は塊状輝緑凝灰岩と判明した。地形・地質を考慮した結果ダムの型式は重力式コンクリートダムに決定し、続いてダムの規模を検討した。福井県にとっては初めてとなる大規模コンクリートダムであり、九頭竜川総合開発計画・真名川総合開発事業の中核となるため、計画や設計は建設省建設技術研究所（国土交通省土木研究所の前身）に依頼して慎重を期した。その結果、日本では初めてとなる三次元的応力解析法を用いたダム設計を採用している。この解析法はアメリカ合衆国内務省開拓局が用いている方法で、ダムの断面を決定する際に用いられる。この方法に基づく計算式で導き出された応力は、実際のダムにかかる真の応力分布状態に近い値を示すとされ、コンクリートの節減にも効果的であった。笹生川ダムではこの解析法を用いたことにより、コンクリート使用量を1割減量することができたほか、後年に発生した奥越豪雨でダムの安全性が証明されている。
また骨材の選別についても笹生川ダムが日本初となる事柄があった。まず骨材に用いる岩石についてダム所在地付近の石灰岩を初めて用いている。それまで日本では骨材に石灰岩を使うと水に溶けるため、骨材としては不適当であるという認識がまかり通っていた。しかし様々な試験を行った結果石灰岩は水に溶けないことが証明され、旧来の迷信を打破することに成功した。また骨材プラントについては、厳密に骨材のふるい分けができるプラントを日本で初めて導入している。セメントは中庸熱セメントを使用し、貨物列車で京福電気鉄道越前本線京福大野駅まで鉄道輸送した後に、ダンプトラックで29キロメートル離れたダム工事現場へ輸送した。
当初計画では高さ87メートル、堤頂長（ダム頂上の長さ）215メートルの規模であったが、後に高さは11メートル低くなった。1955年（昭和30年）4月より熊谷組によって本工事が開始され、9月に川の水をバイパストンネルでダムサイトから迂回させる仮排水路が完成。1956年（昭和31年）に入ると2月に中島発電所の工事に着手し、4月にダムのコンクリート打設開始と定礎式が行われた。この間石橋湛山通商産業大臣がダム工事現場を視察している。1957年（昭和32年）2月に中島発電所が完成して北陸電力に送電が開始され（8月竣工式）、7月にはダムのコンクリート打設は概ね終了し、仮排水路を閉鎖して試験的に貯水を行う試験湛水を開始した。そして11月15日に笹生川ダムが完成したことをもって、真名川総合開発事業は5年にわたる全事業を完了した。1958年（昭和33年）4月に真名川開発建設事務所が閉鎖され、残務処理を経て11月に全ての業務は終了した。総事業費は48億1200万円で内訳はダム本体建設に関連する共同事業費が26億9100万円（公共事業費19億9100万円、発電事業費7億円）、中島発電所と関連施設の建設費用に当たる発電専用費が21億2100万円である。
笹生川ダムは福井県営ダムとして最初に完成したダムであり、九頭竜川水系においても最初に完成した多目的ダムである。福井県はこの後も九頭竜川支流に補助多目的ダムの建設を進め、1976年（昭和51年）広野ダム（日野川）、1989年（平成元年）龍ヶ鼻ダム（竹田川）、2002年（平成14年）永平寺ダム（永平寺川）、2006年（平成18年）桝谷ダム（桝谷川）、2008年（平成20年）浄土寺川ダム（浄土寺川）が完成している。2020年（令和2年）9月28日には土木学会選奨土木遺産に認定された。認定理由は日本初の三次元的応力解析法を用いて構造設計を行ったダムで、安全性を確保しつつダム堤体積を節減したことが評価されてのことであり、ダムとしては北海道の金山ダム（空知川）・富山県の黒部ダム（黒部川）と共に受賞している。

## 目的

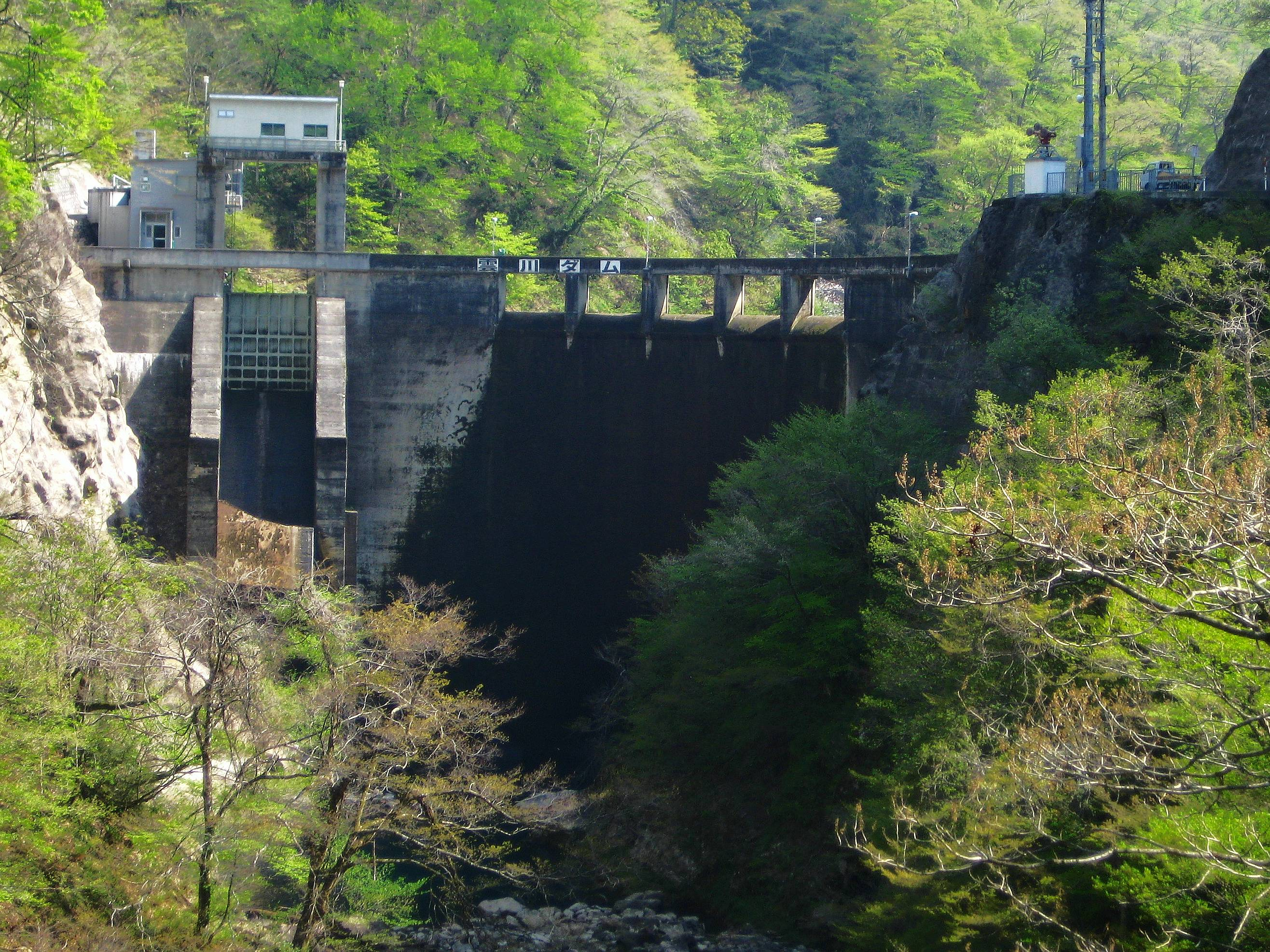
支流の雲川に建設された雲川ダム

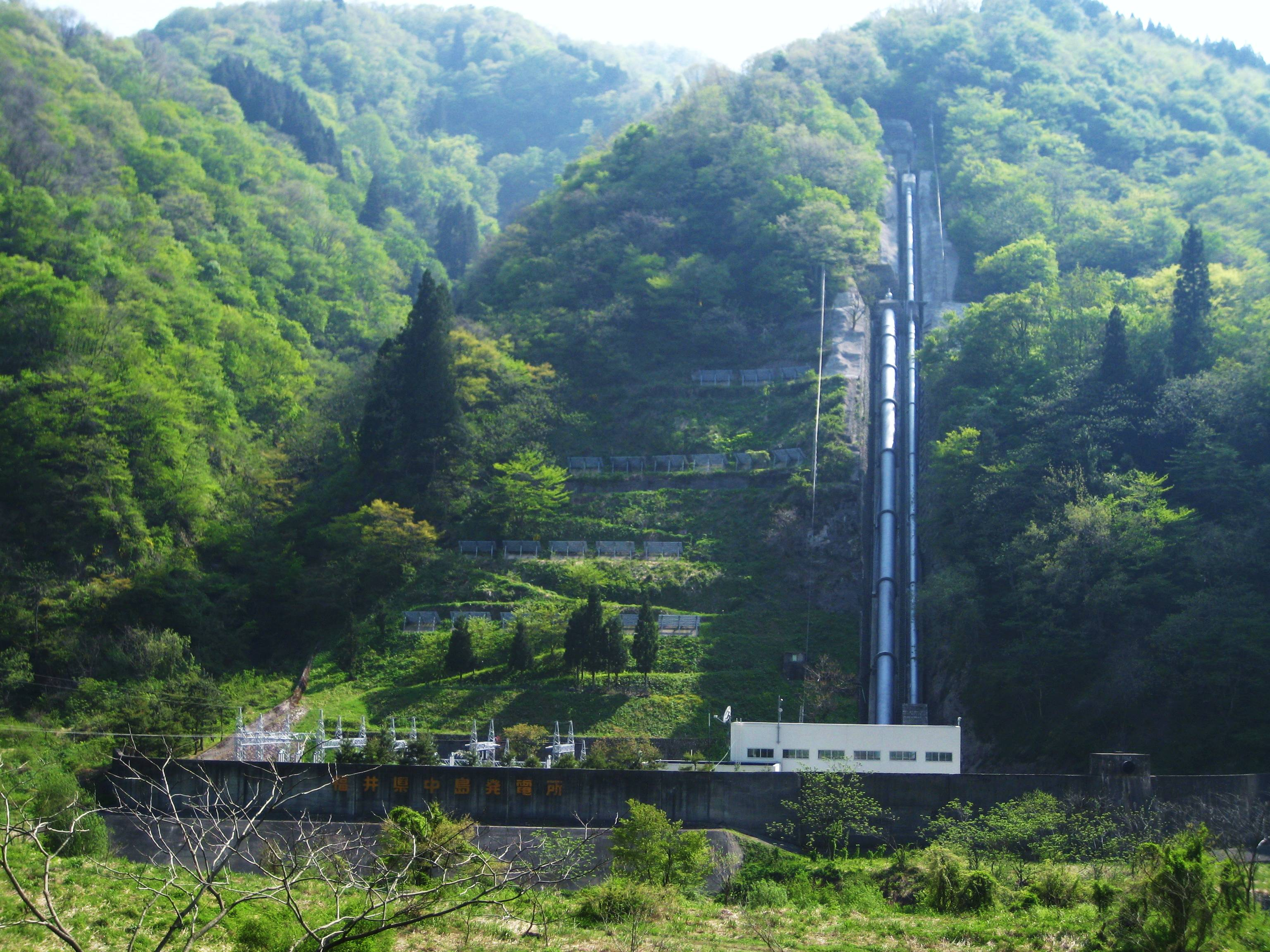
北陸電力中島発電所

笹生川ダムの目的は治水（洪水調節・流水の正常な機能の維持）と利水（上水道用水の供給・水力発電）である。

### 治水
洪水調節については、50年に一度の確率で起こる洪水量を基本高水流量として毎秒470立方メートル (m3) と定め、これをダム地点で最大毎秒330立方メートルの洪水調節を行い、下流には最大で毎秒140立方メートルを放流する。これにより大野市の真名川沿岸地域に対して浸水被害を防止する。なおこの基準はダム再開発によりトンネル式洪水吐が増設されても変更されていない。さらに九頭竜ダム（九頭竜川）や真名川ダムなどのダム群と連携した治水を行うことで、九頭竜川の治水基準点である福井市中角地点において基本高水流量毎秒8,600立方メートルを毎秒5,500立方メートルに抑制させる。
流水の正常な機能の維持については、真名川・九頭竜川沿岸（大野市・勝山市・福井市・坂井市）の既開墾農地1万2330ヘクタールに対して、最大で毎秒14.92立方メートルの取水が行えるだけの放流を実施し、既得（慣行）水利権分の農業用水取水に支障がないだけの流量を確保する。その後下流農地に供給する農業用水の合理化が図られたことにより、取水量は毎秒7.28立方メートルに減少した。流量確保のための放流については、福井県笹生川ダム操作規則第26条において五条方（真名川）と鳴鹿（九頭竜川）地点において維持しなければならない流量が、毎年5月16日から9月10日までの間細かく定められている。

### 利水
上水道用水の供給目的はダム計画当初には挙げられていなかった目的であり、1979年（昭和54年）に追加された。これは真名川・九頭竜川流域の農地に水を供給する農業用水の合理化が図られたことで、ダムから農地に補給する水量が減少したため、減量によって得られた水を人口が増加している福井市への新規水源に転換したというのが経緯である。福井市へは一日当たり毎秒1立方メートルの水が供給される。
水力発電はダム水路式発電所である中島発電所が建設された。常時出力7,100キロワット (kW)、最大出力1万8000キロワット、発生電力量10万6600キロワット時 (kWh) の出力を有する。発電所で使用される水は笹生川ダムと、支流雲川に建設された雲川ダムより取水され、延長5キロメートルの導水路を経由して136.03メートルの最大有効落差を利用し発電する。中島発電所は完成から福井県企業庁が管理運営を行っていたが、北陸電力に管理が譲渡されている。なお雲川ダムは高さ39メートルのアーチ式コンクリートダムであり、同型式としては島根県の三成ダム（斐伊川・1954年）、宮崎県の上椎葉ダム（耳川・1955年）に次ぎ、宮城県の鳴子ダム（江合川）と同じ1957年に完成した歴史あるアーチダムである。雲川ダムも完成以降福井県が管理していたが、2010年（平成22年）に北陸電力へ管理が譲渡されている。

## 再開発
笹生川ダムは完成以降、真名川流域の治水・利水に利用されていた。しかし、自然の猛威は時としてダムの能力を超える災害をもたらした。笹生川ダムでは完成以降、治水計画で定められた基本高水流量・毎秒470立方メートルを超える洪水が度々発生していた。また洪水以外でも1963年（昭和38年）の三八豪雪において、ダム監視所を雪崩が直撃して建屋内部にまで雪が侵入。自衛隊に救援要請を行い救援物資を投下してもらうという災害もあった。そして1965年（昭和40年）、笹生川ダムに最大の危機が訪れた。奥越豪雨である。

### 奥越豪雨と堤体側面越流

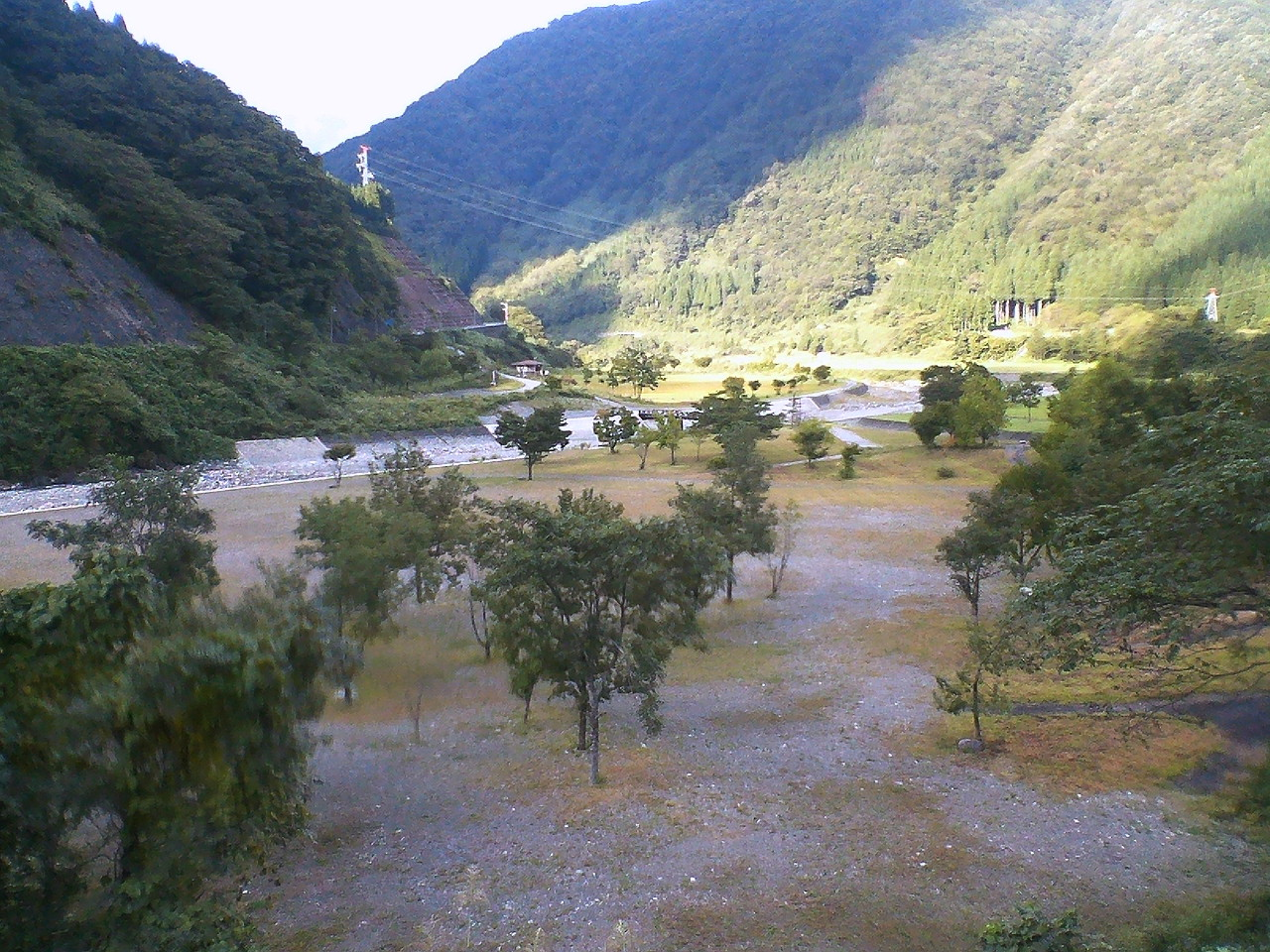
旧西谷村中島地区跡

1965年9月14日、前線の影響で真名川流域を中心に集中豪雨が発生した。14日朝から降り始めた雨は夜半に掛けて強くなり、午後9時から10時までの1時間に89.5ミリを記録した。その後も豪雨は降り続き、降り始めからの雨量はダムのある本戸地点で1,044ミリ、14日1日だけで844ミリと過去に例のない記録的な豪雨となった。14日午後10時には西谷村の住民が避難を開始し、午後10時30分には放流開始の目安となる洪水期制限水位を超えたため、関係各所に放流開始を伝達するが、中島発電所から民家流失の可能性と発電所配電盤の浸水の危険性があるという理由で放流の延期が要請され、ダムは放流を行わず洪水を貯留し続けた。
この間ダムには莫大な洪水が押し寄せ、日付が変わる15日午前0時ごろには基本高水流量の3倍近くとなる毎秒1,002立方メートルの濁流がダム湖に流入した。午前1時にはダムからの放流開始を下流自治体に通知したが、西谷村住民の安全が確認されるまで放流は行わず、午前2時に中島発電所より住民と発電所職員の避難が完了したという連絡を受け午前2時20分に放流を開始した。
住民の避難完了が確認されるまでダムの放流を行わなかったことから結果的に下流への洪水がピークとなる時間を10時間近く遅らせたが、洪水調節容量をほぼ使い切ったためダムは流入量と放流量を同量にする異常洪水時防災操作（いわゆる緊急放流）を開始する。放流開始後流入量と降水量が急速に減少し落ち着きを見せたが、15日朝7時ごろより再び時間雨量40ミリ以上の豪雨が降り始め、流入量も急増した。4時間以上降り続いた豪雨は満水のダム湖に大量に流入、午前11時ごろにダム湖の水位は貯水の限界点であるサーチャージ水位まで残り8センチメートル、ダムの天端まで残り約1.5メートルに迫った。ダムの最大放流量は毎秒140立方メートルであったが、流入量が尋常ではなく貯水も限界だったため、異常洪水時防災操作規定に従い増加する流入量に比例した放流量でゲートの開閉を調節した結果、貯水量がピークとなった午前11時ごろには最大毎秒586立方メートルと計画で定められた最大値の4倍以上の放流量となった。ダムの直下は巨大な水柱が立つほどの激流であった。
そして時刻は特定できないがダムの側面より洪水が越流し始めた。当時ゲート操作のためにダムに居た管理所員の証言によれば、ダム天端と監視所の隙間からダムより低い県道に向かって貯水が越流し、法面に濁流が衝突してダム右岸斜面を流下したとされている。奥越豪雨では豪雨と流入量のピークが二度発生したため約18時間にわたって異常洪水時防災操作水位の状態が続き、午後8時過ぎに水位は操作開始基準を下回り流入量も急速に減少したため危険な状態を脱したが、堤体側面からの越流と許容量を超えた洪水吐からの放流によりダム本体・洪水吐機能が重大な危機に直面した。
この記録的な豪雨により真名川流域は過去に例を見ない大災害を引き起こした。特に西谷村は中心部にあたる中島地区・上笹又地区が、真名川・雲川の洪水や周辺の沢で発生した土石流が三方向から一度に押し寄せたために壊滅的な被害を受けた。家屋全壊283戸、半壊85戸、一部損壊54戸、浸水被害67戸と甚大な被害を受け中島発電所も浸水したが死者1名、重傷者1名、軽傷者2名と家屋被害に比して人的被害は極めて少なかった。これは村民の間で洪水が発生した際には高台にある専光寺という寺へ避難するという意識が周知徹底されていたからである。死者1名は忘れ物を取りに帰宅した際土石流に巻き込まれたものであった。住民の防災意識の高さと、避難完了までダムの放流を止めたことにより西谷村の人的被害は最小限で抑えられている。

### 堰堤改良事業と福井豪雨

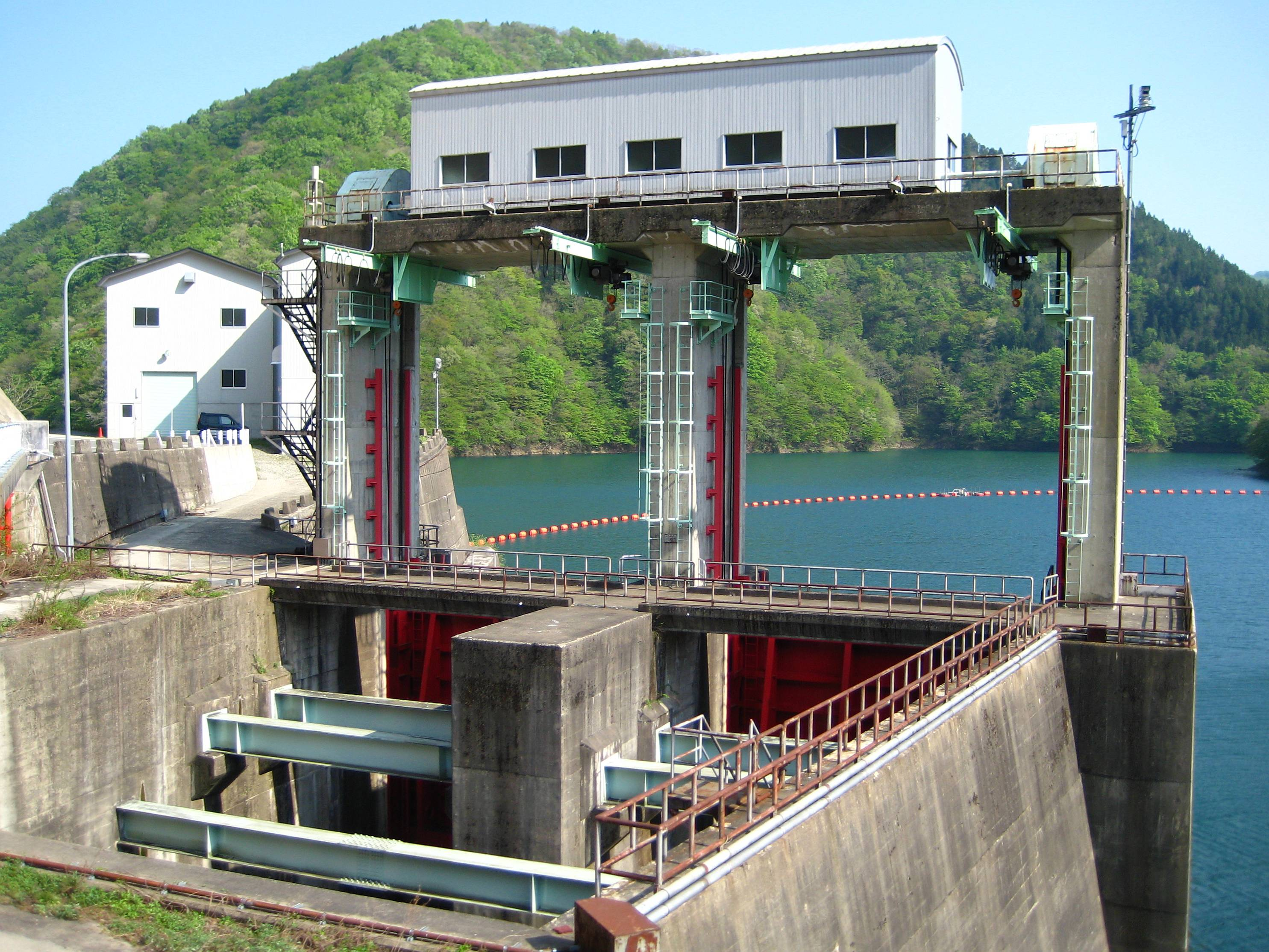
奥越豪雨を機に増設されたトンネル式洪水吐の入口

奥越豪雨の甚大な被害もさることながら、福井県の河川事業始まって以来となるダムの異常洪水時防災操作、さらにはダム決壊につながりかねない堤体側面からの洪水越流を受け、福井県は根本的な対策に迫られた。1972年（昭和47年）福井県は笹生川ダム堰堤改良事業に着手し、ダムの洪水調節能力向上を図った。ダム右岸の貯水池からトンネルを掘削してダム下流の真名川に洪水を放流するトンネル式洪水吐を建設することで、ダムの放流能力を増強させるものである。トンネル入口にはゲートを2門備え、長さ約267メートルのトンネルを経てダム本体より下流に放水口を設けて放流させる構造とした。また奥越豪雨ではダム下流でがけ崩れが発生して電話の不通や停電を生じたため、通信設備や観測設備の改良・補充も行った。1973年（昭和48年）6月より工事が開始され、総事業費24億円を投じて1977年10月に堰堤改良事業は完成した。トンネル式洪水吐を増設するダム再開発事業は笹生川ダムのほか京都府の天ヶ瀬ダム（淀川）や愛媛県の鹿野川ダム（肱川）でも行われているが、笹生川ダムはその初期例である。
一方建設省も、奥越豪雨による九頭竜川流域の災害を契機に、九頭竜川水系の治水計画を再検討した。当時九頭竜川本流には九頭竜ダムが建設中であったが（1968年完成）、真名川の深刻な被害を機に10月には真名川筋の新たなダム地点が調査された。1966年3月に九頭竜川水系が一級河川に指定され、5月には福井県を通じて大野市若生子地点に建設省直轄の特定多目的ダムを建設することが地元に伝えられた。真名川ダムである。高さ127.5メートル、総貯水容量1億1500万立方メートルと笹生川ダムを大幅に凌駕する真名川ダムは新たな真名川総合開発事業の根幹として1977年に完成した。真名川ダム完成により笹生川ダム堰堤改良と共に真名川の治水は強化されたが、ダム建設に伴い西谷村が廃村となった。既に笹生川ダム建設により四集落が消滅し、真名川ダム建設で五集落が移転して村の存続が成り立たなくなることから、当時の西谷村長・山本満はダム規模を大きくさせて全村移転、廃村させるという苦渋の決断を下した。
2004年（平成16年）7月、九頭竜川流域を襲った平成16年7月福井豪雨では、足羽川の堤防決壊により福井市が浸水するなど大きな被害を受けた。真名川流域も足羽川流域と同程度の豪雨となり、笹生川ダムでは基本高水流量に近い毎秒400立方メートル、真名川ダムでは奥越豪雨で笹生川ダムが記録した流量を超える毎秒1,033立方メートルの最大流入量を記録した。しかし笹生川ダムでは最大放流量毎秒87立方メートルと流入量の5分の1近くに減らし、真名川ダムでは最大放流量毎秒167立方メートルと9分の1近くにまで減らした。この結果真名川本流域では浸水被害が皆無となり、流域の治水に大きく貢献した。

## 笹生川ダム湖

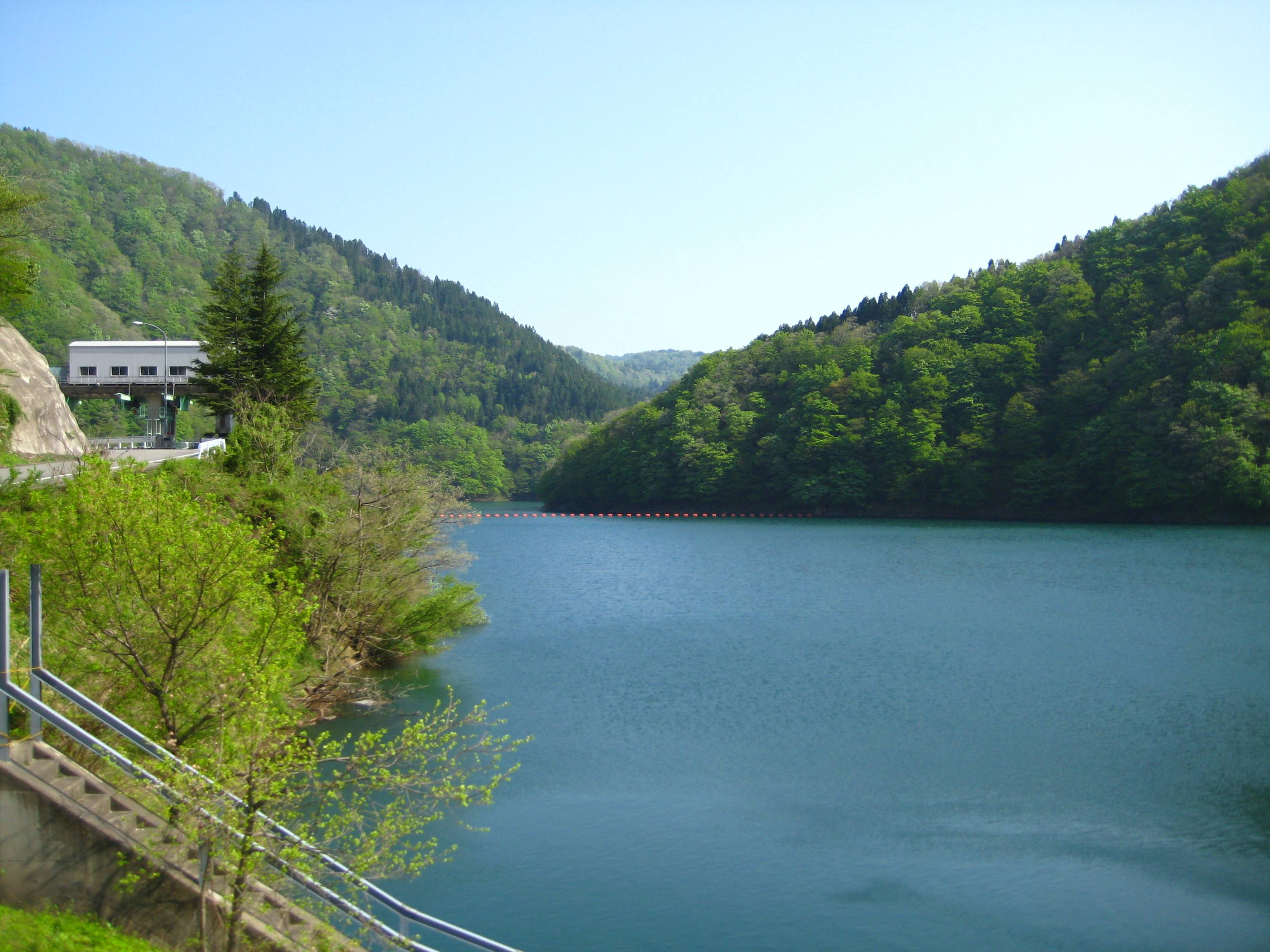
笹生川ダム湖

笹生川ダムによって形成された人造湖は、笹生川ダム湖と呼ばれている。人造湖の名称に「ダム湖」が使われているケースは珍しいが、福井県では日野川に建設されている広野ダムの人造湖も広野ダム湖と呼ばれている。ダムおよびダム湖の一部は奥越高原県立自然公園第2種特別地域に指定されており、付近に人家がないため静寂である。
笹生川ダムへは、大野市より国道157号を岐阜市方面へ南下し、真名川ダムを通過して旧西谷村中島地区の跡地である麻那姫湖青少年旅行村付近で福井県道230号大谷秋生大野線に入り、直進すると到着する。ダム本体は柵で規制されているため天端への立入は出来ない。しかし国土交通省近畿地方整備局九頭竜川ダム統合管理事務所を中心に福井県や北陸電力などが協力して毎年夏に開催する「森と湖に親しむ旬間」ではインフラツーリズムの一環として真名川ダム・笹生川ダム見学会を実施しており、この時は普段立入禁止の笹生川ダム本体を見学することができる。また、ダムカードについては現地の笹生川ダム監視所または大野市にある福井県笹生川・浄土寺川ダム統合管理事務所にて配布されている。どちらも土曜日・日曜日・祝日を含めて午前8時30分から午後5時15分まで配布しているが、監視所は冬季豪雪地帯にあるため4月から11月までの配布となり、12月から3月のみ統合管理事務所での配布となる。